# Karl Friedrich Roth
Friedrich Karl Roth (* 3. August 1890 in Würzburg; † 18. November 1960 in München) war ein deutscher Porträtmaler, der 1922 bis 1937 einige bekannte Personen, wie Hindenburg, Papst Pius XI. und auch Adolf Hitler porträtierte.

## Leben und Wirken
Ab 1912 besuchte Roth die Königliche Kunstgewerbeschule München. Nach zwei Semestern wechselte er am 6. Mai 1914 an die Akademie in die Klasse von Angelo Jank. Nach Verwundung im Ersten Weltkrieg kehrte er 1917 zurück und führte 1918 sein Studium fort.
Um 1920 war Roth Mitglied in der Gruppe von Maximilian Dasio und gelang als Porträtmaler rasch zu Berühmtheit. Um 1922 porträtierte er den bayerischen Kronprinz Rupprecht. Ab 1925 wurde er zum Vatikan berufen und malte Kardinäle und schließlich Papst Pius XI. in einem eigens dafür eingerichteten Atelier bei Unterhaltungen über alpinistische Abenteuer in der bayerischen Bergwelt. Zurück in München fertigte Roth Porträts von Ministerpräsident Heinrich Held, dem Apostolischen Nuntius Vasallo di Torregrossa, sowie dem Kardinal Joseph Wendel. 1928 porträtierte er Paul von Hindenburg im Reichspräsidentenpalais in sechs Sitzungen.
Roth war 1934 bis 1939 an der Staatsschule für angewandte Kunst München in der Luisenstrasse tätig, wo er mit einigen bekannten Kollegen zusammenwirkte, wie etwa dem Gestalter und Architekten Richard Berndl und dem Bühnenbildner Emil Preetorius, dessen damals 21-jährige Schülerin Lilo Ramdohr er um 1934/35 ebenfalls porträtierte und ihr dabei einige Fotos schenkte (Eigenbild von Roth; und Foto von Roth mit Hindenburg; diese Fotos befinden sich noch heute im Besitz von Lilo Fürst-Ramdohr).
Vereinnahmt von der Nazi-Propaganda fertigte Roth ebenfalls ein Bild von Adolf Hitler in SA-Uniform, das im Mai 1936 in der Aula der Universität Würzburg vom Rektor Reinmöller unter pathetischen Treueschwüren auf den „Führer“ enthüllt wurde.
Roth lebte und arbeitete vom 9. Juli 1933 bis zum 5. Oktober 1934 in der vierten Etage der Ainmillerstrasse 25 in Schwabing. Danach hatte er sein Atelier in der Franz-Joseph-Straße 10 in Schwabing, wo während eines Bombenangriffes 1943 etliche seiner Werke vernichtet wurden. Nach seiner Heirat mit Franziska Engel aus Volkmarsen wohnte er zunächst in der Viktoriastraße 18, später dann bis zu seinem Tode im Jahre 1960 in der Viktoriastraße 20 in Schwabing.
Auch nach dem Krieg unterwies Roth einige Schüler in Malererei, wie etwa Herbert Bodemer (* 1941) in den 1960er Jahren. Roth fand als Künstler seine letzte Ruhestätte auf dem Alten Bogenhausener Friedhof in München (Grab 3-3-73); dort ruht auch seine Frau Franziska Roth verwitwete Faltermeier († 2003).